# Museo de Misterio Natural de Dunedin
El Museo de Misterio Natural de Dunedin es un museo privado de huesos, arte de huesos, artefactos etnográficos y curiosidades variadas en Dunedin, Nueva Zelanda. Creado por el artista mural y escultor Bruce Mahalski, en su residencia Royal Terrace, se inauguró en marzo de 2018.

## Historia
Mahalski había trabajado como artista e ilustrador durante muchos años y enseñó arte en Wellington, Nueva Zelanda de 2004 a 2017. Parte de su práctica artística implicó la creación de obras a partir de huesos de animales, lo que refleja la fascinación de su vida por la historia natural. Cuando era adolescente, Mahalski trabajaba como pasante no oficial en el Museo de Otago, y abrir su propio museo había sido au sueño de toda la vida: «Quería trabajar en museos cuando era joven, pero supongo que no soy un gran trabajador en equipo, así que me pareció más fácil... solo intentar crear el mío».
Mahalski había estado recolectando conchas, huesos, cangrejos e insectos desde los ocho años. Su colección de curiosidades de historia natural y objetos culturales, incorporando colecciones de sus padres, incorporaba especímenes encontrados en la naturaleza y objetos adquiridos en sus viajes y de Trade Me, un sitio web de subastas y clasificados de Nueva Zelanda.
En 2017, Mahalski se mudó de regreso a su ciudad natal, y convirtió cuatro habitaciones y el salón de su residencia en la calle 61 Royal Terrace en galerías de exhibición, mientras continuaba viviendo en el resto de la casa. El Museo de Misterio Natural abrió al público el 23 de marzo de 2018, inicialmente solo los viernes, sábados y domingos. Desde el exterior, el museo se asemeja a una casa ordinaria de Dunedin, pero está decorada con la escritura rongo rongo de la Isla de Pascua.

## Exposiciones
El museo exhibe «curiosidades biológicas, arte etnológico y artefactos culturales inusuales». Algunas de las exhibiciones son monumentos a personas, incluido el padre de Mahalski, el médico E. R. Nye. Incluyen los huesos de muchas especies diferentes de animales –también de humanos–, 200 cráneos, colecciones de mariposas, libros antiguos –especialmente textos médicos– y ephemera. En exhibición hay un cráneo de hipopótamo y un cráneo de jirafa procedente de un parque de juegos después de que el animal fue sacrificado –no se sacrificó ningún animal para la exhibición–.
Otras exhibiciones incluyen:
- una baraja de cartas con las caras de los criminales de la Guerra de Irak buscados
- el cráneo de un «unicow», una vaca deforme con un solo cuerno que le sale de la frente
- un plato que pertenece al último hombre que fue ahorcado en Inglaterra por robar ovejas
- madera de la casa embrujada inglesa Borley Rectory
- una escultura de arcilla supuestamente dañada por un poltergeist en la Escuela de Arte Inverlochy en Wellington
- esculturas nkisi del Congo

El museo también contiene una galería donde Mahalski exhibe sus esculturas de huesos. Para él, «los roles de artista y coleccionista son inseparables; los elementos de su colección se abren paso en su arte y su arte se muestra junto a su colección. Más que esto, ve toda la colección como una obra de arte en sí misma».